# Monomero
Col termine monomero (dal greco una parte) in chimica si definisce una molecola semplice dotata di gruppi funzionali tali da renderla in grado di combinarsi ricorsivamente con altre molecole (identiche a sé o reattivamente complementari a sé) a formare macromolecole.
Per estensione, il termine viene usato anche per identificare l'unità strutturale ripetitiva che forma un polimero (detta più propriamente "unità ripetitiva" del polimero).
Il processo di trasformazione del monomero a polimero si chiama polimerizzazione. Quando i monomeri vengono utilizzati per produrre copolimeri, si utilizza più precisamente il termine comonomero.

## Esempi di monomeri
Esempi di monomero nel caso di polimerizzazioni per addizione possono essere:
- il cloruro di vinile, da cui ha origine il PVC;
- l'etilene, da cui ha origine il polietilene;
- il propilene, da cui ha origine il polipropilene
- l'acido cianoacrilico, costituente di alcune colle;
- lo stirene, che per polimerizzazione produce il polistirene;
- l'acrilato di metile, dalla cui polimerizzazione si ottiene il Plexiglas.

Nel caso di polimerizzazioni per condensazione, alcuni esempi sono:
- gli amminoacidi, che biologicamente entrano nella costituzione delle proteine;
- la coppia acido adipico-esametilendiammina, da cui si produce il Nylon 66;
- la para-fenilendiammina e l'acido tereftalico, che condensando costituiscono il Kevlar;
- il glicole etilenico con l'acido tereftalico, dalla cui condensazione si produce il PET, il materiale con cui sono fatte le bottiglie di plastica.